# Nils-Holger Wilms
Nils-Holger Wilms (ur. 7 lipca 1957 w Dreźnie) – niemiecki kierowca wyścigowy.

## Życiorys
W mistrzostwach NRD zadebiutował w klasie LK II Formuły Easter w 1984 roku. Rok później, ścigając się pojazdem marki SEG, zajął czwarte miejsce. W sezonie 1986 zadebiutował w klasie LK I, zajmując siedemnaste miejsce na koniec sezonu. W latach 1987–1988 był dwudziesty. W sezonie 1989 ścigał się MT 77, zajmując trzecie miejsce w klasyfikacji końcowej. W 1990 roku był trzeci w klasyfikacji Wschodnioniemieckiej Formuły Mondial.
Po zjednoczeniu Niemiec rywalizował w Formule Euro w latach 1992–1997. Następnie ścigał się w zawodach samochodów historycznych, m.in. Formule Mondial HAIGO.